# Villepinte (Seine-Saint-Denis)
Villepinte ist eine französische Stadt im Département Seine-Saint-Denis in der Region Île-de-France mit 39.647 Einwohnern (Stand 1. Januar 2022) und liegt rund 18 km nordöstlich des Zentrums von Paris. Die Einwohner werden Villepintois genannt.
An Villepinte grenzen die Gemeinden Tremblay-en-France, Aulnay-sous-Bois, Sevran, Vaujours und Gonesse.

## Geschichte
Der alte Ortskern („le Vieux-Pays“) des seit dem 9. Jahrhundert belegten ursprünglich von der Landwirtschaft geprägten Dorfes hat sich seinen historischen Charakter weitgehend erhalten.
Durch die günstige Verkehrsanbindung haben sich seit den 1960er Jahren Industrie und Handel angesiedelt, neue Wohnsiedlungen entstanden. Seit 1981 befindet sich hier auch das Messegelände (Parc des Expositions) Paris-Nord. 2018 vereitelte die Polizei einen geplanten Anschlag auf Exil-Iraner.
Seit den 1960er Jahren hat sich die Einwohnerzahl von Villepinte nahezu verfünffacht, in den neu errichteten Wohnsiedlungen leben auch wie in den meisten Orten der Pariser Banlieue zahlreiche Einwanderer (diese machen etwa 23 % der Bevölkerung der Gemeinde aus):
| Bevölkerungsentwicklung | Bevölkerungsentwicklung | Bevölkerungsentwicklung | Bevölkerungsentwicklung | Bevölkerungsentwicklung | Bevölkerungsentwicklung | Bevölkerungsentwicklung | Bevölkerungsentwicklung | Bevölkerungsentwicklung | Bevölkerungsentwicklung | Bevölkerungsentwicklung |
| Jahr                    | 1793                    | 1851                    | 1901                    | 1926                    | 1946                    | 1962                    | 1975                    | 1990                    | 1999                    | 2006                    |
| ----------------------- | ----------------------- | ----------------------- | ----------------------- | ----------------------- | ----------------------- | ----------------------- | ----------------------- | ----------------------- | ----------------------- | ----------------------- |
| Einwohner               | 260                     | 313                     | 646                     | 2.178                   | 3.785                   | 7.660                   | 17.565                  | 30.303                  | 33.782                  | 35.592                  |

Quellen: Cassini und INSEE

## Baudenkmäler
Siehe: Liste der Monuments historiques in Villepinte (Seine-Saint-Denis)

## Verkehr
Villepinte liegt an der Autoroute A104 und wird von dieser praktisch zweigeteilt; außerdem liegt es im Einzugsbereich der Flughäfen Le Bourget und Flughafen Paris-Charles-de-Gaulle. Über die S-Bahn-Linie RER B ist Villepinte über die Stationen Villepinte (Ast B3), Parc des Expositions (Ast B3) und Le Vert-Galant (Ast B5) mit dem Charles-de-Gaulle-Flughafen und mit der Innenstadt von Paris verbunden.

## Wirtschaft
Villepinte ist Sitz des Pharmaunternehmens Guerbet.
Villepinte ist Standort eines Messegeländes, das die Pariser Messegesellschaft Viparis als zweites Gelände neben der Messe Paris betreibt.

## Gemeindepartnerschaften
Villepinte ist mit dem Ortsteil Schönebürg der Gemeinde Schwendi im deutschen Baden-Württemberg verschwistert.

## Persönlichkeiten
- Patrick Da Rocha (* 1961), Bahnradsportler
- Saïd Taghmaoui (* 1973), Schauspieler
- Solenne Figuès (* 1979), Schwimmerin
- Alou Diarra (* 1981), Fußballspieler
- Ibrahima Traoré (* 1988), guineischer Fußballspieler
- Thierry Bin (* 1991), kambodschanischer Fußballspieler
- Kenny Lala (* 1991), Fußballspieler
- Diandra Tchatchouang (* 1991), Basketballspielerin
- Anthony Baron (* 1992), Fußballspieler
- Amina Zidani (* 1993), Boxerin
- Stella Akakpo (* 1994), Sprinterin
- Han-Noah Massengo (* 2001), Fußballspieler
- Ludovic Ouceni (* 2001), Sprinter
- Prithika Pavade (* 2004), Tischtennisspielerin